# 恒村友香子
恒村 友香子（つねむら ゆかこ、1997年8月27日 - ）は、日本の女子レスリング選手。石川県河北郡津幡町出身。階級は63kg級。身長162cm。サントリービバレッジソリューション所属。姉はリオデジャネイロオリンピックの63kg級で優勝した金城梨紗子。東京オリンピックでは姉妹優勝を果たした。

## 来歴
父親はグレコローマンレスリングの元学生チャンピオンで、母親は1989年の世界選手権53kg級に出場して7位というレスリング一家の下に生まれた。レスリングは姉の梨紗子に続いて妹の優梨子とともに金沢ジュニア教室で始めた。津幡中学3年の時にはジュニアクイーンズカップ中学生の部48kg級で優勝した。姉を追って至学館高校に進むと、1年の時にはジュニアクイーンズカップとクリッパン女子国際大会カデットの部56kg級で優勝した。2年の時にはジュニアクイーンズカップとジュニアオリンピックカデットの部60kg級で優勝すると、世界カデット選手権でも3位に入った。3年の時にはFILAゴールデングランプリの60kg級で3位になった。全日本選手権では決勝で姉の梨紗子と姉妹対決になったが0-10のテクニカルフォール負けを喫した。
2016年には至学館大学に進学すると、1年の時にはジュニアクイーンズカップジュニアの部63kg級で優勝した。全日本レスリング選手権大会では60kg級で3位だった。2年の時にはジュニアクイーンズカップとジュニアオリンピックジュニアの部63kg級でそれぞれ優勝するが、全日本選抜選手権では3位だった。世界ジュニアでは9位にとどまった。なお、63kg級の世界選手権代表だった伊藤彩香がケガで出場できなくなったために、世界ジュニアからの帰国直後に代替選手の決定戦に参加することになり、そこで伊藤友莉香と源平彩南を破って世界選手権代表に決まった。当初は全日本レスリング選手権大会と全日本選抜選手権でともに3位だったことから決定戦に参加する予定はなかったものの、オリンピック金メダリストの姉が首脳陣に妹も参加させるように直談判した結果、決定戦への参戦が決まったという。姉妹での世界選手権同時出場は伊調千春と伊調馨、坂本日登美と坂本真喜子に続いて3組目となった。世界選手権ではオリンピックで優勝した姉と間違われて第2シードに選ばれた。審判団に間違いであることを素直に申告するも、抽選はやり直されず「ラッキーだと思った」とコメントした。だが、試合では3回戦でコロンビアの選手に敗れて8位だった。全日本学生選手権では優勝した。ワールドカップでは決勝の中国戦でフォール勝ちしたのを始め全勝してチームの優勝に貢献した。全日本選手権では59kg級に出場すると、決勝で日本大学1年の熊野ゆづるを破って初優勝を飾った。姉も62kg級で優勝したので姉妹優勝となった。
2018年3月に高崎で開催されたワールドカップでは決勝の中国戦で2016年の60kg級世界チャンピオンである裴星茹を破るなど姉ともども全勝して日本チームの優勝に貢献した。3年の時には全日本選抜選手権の62kg級に出場して優勝した。前年12月の全日本選手権ではこの階級で姉が優勝していたために、7月には姉とのプレーオフにより世界選手権代表が決まるはずだったが、姉が今大会では59kg級で優勝したためにプレーオフは行わずに、62kg級で世界選手権代表に決まった。10月の世界選手権では決勝でブルガリアのタイベ・ユセインに2－6で敗れて、59kg級で優勝した姉の梨紗子との姉妹優勝はならなかった。11月のU-23世界選手権では全試合をテクニカルフォール勝ちして優勝を飾った。12月の全日本選手権は決勝で日大2年の熊野ゆづるを3－0で破って優勝した。
2019年、大学4年の時には4月のアジア選手権決勝でキルギスのアイスルー・ティニベコワに終了間際逆転負けを喫して2位に終わった。6月には全日本選抜選手権の決勝で稲垣柚香を破って2連覇を果たして、世界選手権に選ばれた。9月の世界選手権では3回戦でティニベコワにフォール負けを喫した。その後、敗者復活戦を勝ち上がって3位になった。今大会でメダルを獲得したため、規定によりオリンピックの代表権を得た。姉は57kg級で優勝しているため、姉妹でのオリンピック出場が決まった。11月に成田で開催されたワールドカップでは全勝して日本チームの大会5連覇に貢献した。2020年2月のアジア選手権では初戦でティニベコワを破るなどして優勝を飾った。
2021年8月の東京オリンピックでは準決勝で元世界チャンピオンであるブルガリアのタイベ・ムスタファ・ユセインを3－2で破ると、決勝ではティニベコワを4－3で破って優勝した。なお、翌日に姉はオリンピック2連覇を達成したため、同一大会で姉妹金メダリストにもなった。日本の選手としては夏季・冬季と通じて、髙木菜那、髙木美帆姉妹、阿部一二三、阿部詩兄妹に続く3組目の姉妹金メダリストになった。同年、紫綬褒章受章。
2022年6月の全日本選抜選手権では決勝で世界3位である慶応大学2年の尾﨑野乃香に1－3で敗れて、世界選手権代表を逃した。12月の全日本選手権では準決勝で59kg級世界3位である育英大学3年の元木咲良に敗れると、3位決定戦は腰のケガにより棄権して5位だった。
2023年には腰の負担を軽減するために背が高い選手の多い68kg級に階級を上げた。6月の全日本選抜選手権では予選で65kg級世界チャンピオンの森川美和を破るも、決勝で森川に0－3で敗れて2位にとどまり、パリオリンピック出場は極めて厳しくなった。7月には非オリンピック階級である世界選手権65kg級代表決定プレーオフで尾﨑に敗れた。12月の全日本選手権では女子で唯一オリンピック代表が決まっていない68kg級に出場するも、準々決勝で自衛隊体育学校の吉川海優に敗れたため、2大会連続のオリンピック出場はならなかった。
2024年1月1日、かねてより付き合いのあった総合格闘家の恒村俊範と婚姻したことを自身のInstagramにて報告した。5月の全日本選抜選手権65㎏級では恒村姓で出場するも、膝のケガもあって準々決勝で森川に1－5で敗れるなどして5位だった。
2025年3月30日、第一子となる男児を出産した事を公表。

## 人物
倖田來未のファン。
東京オリンピック レスリング 女子フリースタイル62kg級において金メダルを獲得した功績をたたえ、2021年12月13日、石川県津幡町の津幡町役場前に記念のゴールドポスト（第22号）が設置された（ゴールドポストプロジェクト）。
2024年4月には日大大学院の総合社会情報研究科に姉の梨紗子とともに進学した。

## 主な戦績
- 2010年 - 全国中学生選手権 3位（41kg級）
- 2011年 - ジュニアクイーンズカップ 中学生の部 3位（44kg級）
- 2011年 - ジュニアオリンピック カデットの部　2位（46kg級）
- 2011年 - 全国中学生選手権 3位（46kg級）
- 2012年 - ジュニアクイーンズカップ 中学生の部 優勝（48kg級）
- 2012年 - 全国中学生選手権 3位（48kg級）
- 2013年 - ジュニアクイーンズカップ カデットの部 優勝（56kg級）
- 2013年 - ジュニアオリンピック カデットの部　3位（56kg級）
- 2014年 - クリッパン女子国際大会 カデットの部 優勝（56kg級）
- 2014年 - ジュニアクイーンズカップ カデットの部 優勝（60kg級）
- 2014年 - ジュニアオリンピック カデットの部　優勝（60kg級）
- 2014年 - 世界カデット選手権 3位（60kg級）
- 2014年 - 全日本女子オープン　高校生の部　優勝（60kg級）
- 2015年 - ジュニアクイーンズカップ ジュニアの部 3位（59kg級）
- 2015年 - ジュニアオリンピック ジュニアの部　3位（59kg級）
- 2015年 - インターハイ　2位（60kg級）
- 2015年 - 全日本女子オープン　シニアの部　優勝（60kg級）
- 2015年 - FILAゴールデングランプリ　3位（60kg級）
- 2015年 - 全日本選手権　2位（60kg級）
- 2016年 - クリッパン女子国際大会　3位（63kg級）
- 2016年 - ジュニアクイーンズカップ ジュニアの部 優勝（63kg級）
- 2016年 - 全日本選手権　3位（60kg級）

63kg級での戦績
- 2017年 - ジュニアクイーンズカップ ジュニアの部 優勝
- 2017年 - ジュニアオリンピック ジュニアの部 優勝
- 2017年 - 全日本選抜選手権 3位
- 2017年 - 世界ジュニア 9位
- 2017年 - 世界選手権　8位
- 2017年 -　全日本学生選手権　優勝
- 2017年 -　全日本女子オープン選手権（シニアの部）　優勝
- 2017年 - ワールドカップ 優勝

59kg級での戦績
- 2017年 - 全日本選手権　優勝
- 2018年 - ワールドカップ 優勝

62kg級での戦績
- 2018年 - 全日本選抜選手権　優勝
- 2018年 - 世界選手権　2位
- 2018年 -　U-23世界選手権　優勝
- 2018年 - 全日本選手権　優勝
- 2019年 -　アジア選手権　2位
- 2019年 - 全日本選抜選手権　優勝
- 2019年 -　世界選手権　3位
- 2019年 - ワールドカップ 優勝
- 2020年 -　アジア選手権　優勝
- 2021年 -　東京オリンピック　優勝
- 2022年 -　全日本選抜選手権　2位
- 2022年 - 全日本選手権　5位

68kg級での戦績
- 2023年 -　全日本選抜選手権　2位
- 2023年 - 全日本選手権　5位
- 2024年 -　全日本選抜選手権　5位(65㎏級)

(出典)